# Pueblo de Dios
Pueblo de Dios är en ort i Mexiko.   Den ligger i kommunen Alcozauca de Guerrero och delstaten Guerrero, i den sydöstra delen av landet, 230 km söder om huvudstaden Mexico City. Pueblo de Dios ligger 1 928 meter över havet och antalet invånare är 377.
Terrängen runt Pueblo de Dios är huvudsakligen kuperad, men åt sydväst är den bergig. Runt Pueblo de Dios är det glesbefolkat, med 19 invånare per kvadratkilometer. Närmaste större samhälle är La Luz de Juárez, 8,0 km norr om Pueblo de Dios. I omgivningarna runt Pueblo de Dios växer huvudsakligen savannskog.